# NGC 7185
إن جي سي 7185 التي يرمز لها بالرمز NGC 7185، هي مجرة، في كوكبة الدلو.

## الاكتشاف
اكتشفت في 23 سبتمبر 1830، بواسطة جون هيرشل.